# Tomaž Medvešček
Tomaž Medvešček, slovenski arhitekt, * 6. september 1944, Ljubljana - marec 2025.

## Življenje in delo
Rojen v Ljubljani, 6.9.1944. Diplomiral je leta 1970 na Fakulteti za gradbeništvo in geodezijo v Ljubljani pri prof. Edu Ravnikarju. Do 1973 je delal v projektnem biroju za obnovo ljubljanskega gradu, nato do 1990 v podjetju Gradis, po letu 1990 pa v svobodnem poklicu. Med drugimi deli je v znamenju razvitega modernizma in ljubljanske arhitekturne šole zasnoval Šport Hotel Areh na Pohorju (1974) in poslovno stolpnico Emone v Ljubljani (1977).

## Avtorska dela
1974 - Hotel Areh na Pohorju, z arh. Mladenom Marinčičem
1977 - Poslovna zgradba Emona v Ljubljani, z arh. Mladenom Marinčičem
1978 - Poslovna zgradba Perutnine na Ptuju, z arh. Mladenom Marinčičem
1984 - ZRMK - Zavod za raziskavo materiala in konstrukcij v Ljubljani - Nagrada Prešernovega sklada 1985
1985 - Športni center šole na Ptuju
1985 - Interieri hotela Kompas v Kranjski gori, z arh. Damirjem Dobronićem
1985 - Gostišče Jasna - Kompas v Kranjski gori
1989 - Poslovna zgradba Geološkega zavoda v Ljubljani
1989  - Hotel in trgovski center v Sevnici
1989 - Atrij avtobusne postaje v Mariboru
1990 - Stanovanjsko poslovni kare Mlinska ulica v Mariboru
1991 - Poslovni objekt v Zupančičevi jami v Ljubljani (z arh. Boštjanom Kolencem)
1991 - Center za graditeljstvo Slovenije v Ljubljani
1995 - Nadzidava Nacionalne banke Belorusije v Minsku
1997 - Hipermarket Mercator v Kopru 
1999 - Stanovanjska četrt Nove poljane – niz C - 150 stanovanj 
2000 - Prenova objekta Dunajska cesta 7 Megafin in 9 IMP-Ljubljana, 
2000 - Trgovski center Mercator Ravne na Koroškem
2001 - Stanovanjsko naselje LIZ-Kolarjeva ulica v Ljubljani 
2002 - Poslovno stanovanjski objekt - Mercator Center – Kamnik (z arh. Boštjanom Kolencem)
2003 - Stanovanjsko – poslovni kompleks Trubarjev kvart Ljubljana (v sodelovanju z arh. Jadranko Grmek in arh. Vojtehom Ravnikarjem)
2004 - Mercator center Domžale
2006 - Stanovanjski objekt LIZ – Malgajeva, Ljubljana
2006 - Rezidenca Britanske Ambasade, Rožna dolina, Ljubljana
2008- Mercator center Labin – Hrvaška

## Nagrada Prešernovega sklada
Nagrada Prešernovega sklada 1986 za Prizidek k stavbi ZRMK.